# کریستف ژانت
کریستف ژانت (انگلیسی: Christophe Jeannet؛ زادهٔ ۲۲ سپتامبر ۱۹۶۵) بازیکن فوتبال اهل فرانسه است.